# Into the Wild Life
| Совокупная оценка | Совокупная оценка |
| Источник          | Оценка            |
| ----------------- | ----------------- |
| Metacritic        | 67/100            |
| Оценки критиков   |                   |
| Источник          | Оценка            |
| 411Mania          | [ 2 ]             |
| AllMusic          | [ 3 ]             |
| aNewRisingMusic   | [ 4 ]             |
| AXS               | [ 5 ]             |
| The Guardian      | [ 6 ]             |
| lsureveille       | [ 7 ]             |
| Melodic Rock      | (90/100)          |
| Rocksins          | [ 9 ]             |
| Rolling Stone     | [ 10 ]            |
| Stereoboard       | [ 11 ]            |

Into The Wild Life — третий полноформатный студийный альбом американской альтернативной группы Halestorm. Изначально релиз альбома в Европе был запланирован на 3 апреля, а в Северной Америке — на 7 апреля 2015 года, однако впоследствии релиз альбома был перенесён на неделю. В разных странах альбом вышел 10-15 апреля 2015 года. Продюсировал альбом известный продюсер Джей Джойс, успевший поработать с такими группами, как Eric Church, My Chemical Romance, Daughtry, Flyleaf и другими.

## Список композиций
| №   | Название                  | Автор(ы)                                | Длительность |
| --- | ------------------------- | --------------------------------------- | ------------ |
| 1.  | «Scream»                  | Лиззи Хейл, Джо Хоттингер, Дейв Бассетт | 4:01         |
| 2.  | «I Am the Fire»           | Хейл, Хоттингер, Скотт Стивенс          | 3:37         |
| 3.  | «Sick Individual»         | Хейл, Хоттингер, Стивенс                | 3:27         |
| 4.  | «Amen»                    | Хейл, Хоттингер, Стивенс                | 2:58         |
| 5.  | «Dear Daughter»           | Хейл, Хоттингер, Бассетт                | 4:46         |
| 6.  | «New Modern Love»         | Хейл, Хоттингер, Бассетт                | 3:38         |
| 7.  | «Mayhem»                  | Хейл, Хоттингер, Бассетт                | 3:38         |
| 8.  | «Bad Girl's World»        | Хейл, Хоттингер, Джон Джозеп Джойс      | 5:08         |
| 9.  | «Gonna Get Mine»          | Хейл, Хоттингер, Джош Смит              | 2:57         |
| 10. | «The Reckoning»           | Хейл, Стивенс                           | 3:44         |
| 11. | «Apocalyptic»             | Хейл, Нейт Кэмпэни, Стивенс             | 3:17         |
| 12. | «What Sober Couldn't Say» | Хейл, Хоттингер, Натали Хэмби, Стивенс  | 3:33         |
| 13. | «I Like It Heavy»         | Хейл, Хоттингер, Стивенс, Зак Мэллой    | 4:53         |

| №                   | Название            | Длительность |
| ------------------- | ------------------- | ------------ |
| 14.                 | «Jump the Gun»      | 3:08         |
| 15.                 | «Unapologetic»      | 4:09         |
| Общая длительность: | Общая длительность: | 56:48        |

## Участники записи
- Лиззи Хейл — вокал, гитара, клавиши;
- Арджей Хейл — ударные, перкуссия, бэк-вокал;
- Джо Хоттингер — лид-гитара, бэк-вокал;
- Джош Смит — бас, бэк-вокал.